# Sterowiec Yamady Nr 2
Sterowiec Yamady Nr 2 – drugi japoński sterowiec zaprojektowany i zbudowany przez Isaburō Yamadę.

## Tło historyczne
Pierwszy lot balonu w Japonii odbył się w kwietniu 1876 i już w rok później dowództwo Armii Japońskiej rozpoczęło eksperymenty z użyciem balonów na uwięzi. Jednym z pionierów baloniarstwa w Japonii był Isaburō Yamada, który opracował szereg różnego typu balonów, używanych przez Armię Japońską między innymi w czasie oblężenia Port Artur. Yamada nie tylko zaprojektował i wybudował używane przez Armię balony, ale sam czternastokrotnie wzbił się na ich pokładzie w powietrze w czasie oblężenia. W 1909 do Japonii przybył Benjamin Hamilton ze sterowcem własnej konstrukcji. Na jego pokładzie, w czerwcu 1909, wykonał w Tokio pierwszy w Japonii lot aerostatem tego typu. Yamada już wcześniej zaprojektował własny sterowiec (zachowany opis i plany wskazują na to, że nie był projekt możliwy do zrealizowania) ale zapoznawszy się z konstrukcją Hamiltona, Yamada zaprojektował i zbudował w 1910 pierwszy japoński sterowiec znany jako Sterowiec Yamady Nr 1, który odbył tylko jeden lot.

## Sterowiec Yamady Nr 2
Drugi sterowiec Yamady został ukończony na początku 1911. Jego długość wynosiła około 32 metrów, a pojemność około 1500 metrów sześciennych. Gondola sterowca miała przekrój kwadratowy. Napęd sterowca stanowił chłodzony wodą, czterocylindrowy silnik rzędowy o mocy 50 KM który był umieszczony w połowie długości gondoli, silnik napędzał śmigło znajdujące się z tyłu gondoli.
Zachowane źródła podają różne wersje dalszych wydarzeń.
Pierwszy lot odbył się prawdopodobnie 7 lutego 1911, a następnego dnia sterowiec odbył lot z Osaki do Tokio, został on zniszczony przez silny wiatr w czasie cumowania 23 lutego (być może doszło wtedy także do eksplozji wodoru).
Według jeszcze innej wersji, pierwszy lot sterowca odbył się dopiero na początku maja 1911 i został on uszkodzony w czasie awaryjnego lądowania w pobliżu Osaki w lutym 1912 po awarii silnika.